# Art Pepper
Art Pepper (nascido Arthur Edward Pepper, Jr.; Gardena, 1 de setembro de 1925 – Panorama City, 15 de junho de 1982), foi um saxofonista norte-americano de cool jazz.

## Biografia
Art Pepper nasceu em Gardena, Califórnia, mas viveu vários anos nos montes de Echo Park, em Los Angeles. Iniciou a sua carreira musical nos anos 40, tocando nas orquestras de Benny Carter e de Stan Kenton. Entre 1944 e 1946, cumpre o serviço militar. Na década seguinte, Pepper torna-se um dos músicos principais do jazz da costa oeste dos EUA, juntamente com Chet Baker, Gerry Mulligan, Shelly Manne, entre outros.
Ao mesmo tempo que cumpria o serviço militar, Pepper consumia heroína, o que levou a várias interrupções na sua carreira, e alguns períodos na prisão, nos anos 50 e 60. Estes períodos na sua vida, influenciam os seus trabalhos, levando-o a adoptar um som mais pesado, característico de John Coltrane.
Entre 1969 e 1971, passou algum tempo em Synanon, um grupo de reabilitação para toxicodependentes. Após iniciar um tratamento de metadona, em meados da década de 1970, Pepper voltou às gravações, editando diversos álbuns
Em 1980, Peeper escreve a sua autobiografia, Straight Life, que descreve o mundo do jazz, as drogas e o sub-mundo do crime, na Califórnia, em meados do século XX. O documentário Art Pepper: Notes from a Jazz Survivor, dedica grande parte do filme, ao seu trabalho com um dos seus últimos grupos, em que participou, juntamente com o pianista Milcho Leviev. Este documentário também inclui uma entrevista com a sua terceira esposa, Laurie Pepper.